# Fangatau

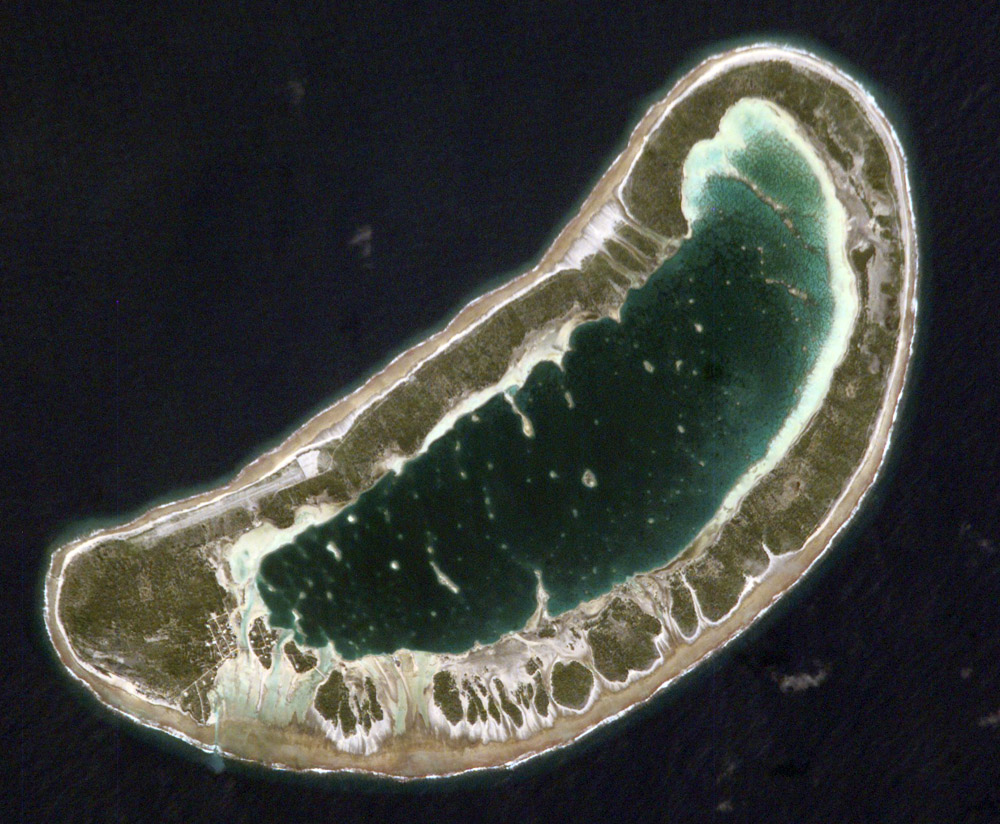
Imagem de satélite de Fangatau

Fangatau é um atol das Tuamotu, na Polinésia Francesa. Está situado no centro-leste do arquipélago, a 900 km a nordeste de Tahiti.
É um atol pequeno, com 6 km², e uma lagoa interior sem abertura ao oceano. A vila principal é Teana, com cerca de 252 habitantes (2007) que vivem principalmente da produção de copra.
O atol foi descoberto pelo explorador russo Fabian von Bellinghausen em 1820. Outros nomes históricos são Marupua e Araktchev, este último o nome que Bellinghausen lhe deu. Há um aeródromo no atol, inaugurado em 1978.